# Franz Fellinger
Franz Fellinger, auch: Franz de Paula Fellinger, Francesco Fellinger, (* 23. März 1865 in St. Thomas, Oberösterreich; † 22. Juli 1940 in Jerusalem) war römisch-katholischer Weihbischof im Lateinischen Patriarchat von Jerusalem.

## Leben

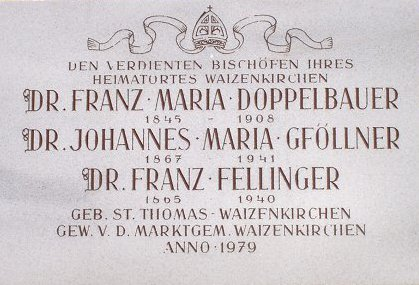
Gedenktafel an der Pfarrkirche von Waizenkirchen

Fellinger empfing 1888 die Priesterweihe. Von 1900 bis 1902 war er Vizerektor und von 1902 bis 1906 sowie ab 1913 Rektor des Österreichischen Hospiz zur Heiligen Familie in der Jerusalemer Altstadt. Von 1906 bis 1913 war er Professor für alttestamentliche Bibelwissenschaften an der Diözesanlehranstalt Linz. 1917 wurde er in den Ritterorden vom Heiligen Grab zu Jerusalem investiert.
Papst Pius X. ernannte ihn am 26. Februar 1929 zum Titularbischof von Nisyrus und Weihbischof und Generalvikar im Lateinischen Patriarch von Jerusalem (Völkerbundsmandat für Palästina). Die Bischofsweihe spendete ihm am 7. April 1929 Patriarch Luigi Barlassina, der zudem Rektor und ständiger Administrator des Ritterordens vom Heiligen Grab zu Jerusalem war; Mitkonsekratoren waren Bischof Igino Michelangelo Nuti, Apostolischer Vikar von Ägypten, und der maronitische Bischof Abdallah Khoury. Fellinger führte die erste internationale Konferenz des Ritterordens im September 1932 in Jerusalem durch. Patriarch Luigi Barlassina ernannte ihn per 1. Januar 1933 zu einem Regenten für Österreich des Ritterordens vom Heiligen Grab zu Jerusalem.